# Alfred Wallberg

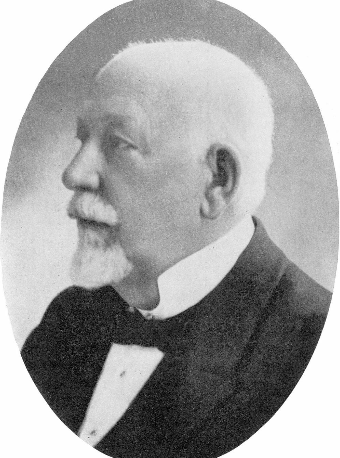
Alfred W Wallberg

Alfred Wilhelm Wallberg, född 16 april 1852, död 25 december 1930, var en industriman och ledare för Wallbergs Fabriks AB i Halmstad.
Han var son till Isak Andreas Wallberg och var gift med Lotten (Charlotta Benedikta) Ericsson, född 8 maj 1859. De bodde på Villa Ekebo vid Slottsmöllan och fick tio barn, bland andra döttrarna Ingrid Wallberg och Lotti Jeanneret samt sönerna Erik och Olof Wallberg.
Alfred arbetade i bolaget Wallbergs Fabriks AB sedan 1872 och satt med i dess styrelse från 1886. Han var företagets verkställande direktör från 1904. Från 1897 var han även ledamot i Scandinaviska Jutefabrikens styrelse i Oskarström. Under lång tid tillhörde han Halmstads stadsfullmäktige och arbetade även socialt genom Ljungbergska stiftelsen. Han hade ett stort kulturellt och historiskt intresse. Han hade en stor passion för hembygdens historia och var även en hängiven samlare av gamla ting. 
Artur Hazelius, Skansens grundare, besökte Halmstad ett antal gånger och blev god vän med Alfred. På deras initiativ bildades 1886 Hallands museiförening. Med den som bas bildades senare Hallands Museum. Alfred var också drivande för att bilda friluftsmuseet Hallandsgården, belägen på Galgberget. Det invigdes 1925. Alfred Wallberg var en industrialist som också tog ansvar för den egna stadens utveckling och förskönande.
År 1923 instiftades Föreningen Gamla Halmstad. Ordförande och initiativtagare var borgmästare Georg Bissmark. Alfred Wallberg var ledamot i föreningens första styrelse. Wallberg var en av grundarna av Hallands Konstförening, som bildades 1898.
Han avgick ur styrelsen för Wallbergs Fabriks AB 1928 och avled två år senare.